# Nadmiar enancjomeryczny
Nadmiar enancjomeryczny (ee, z ang. enantiomeric excess) – stosunek różnicy zawartości poszczególnych enancjomerów do sumy ich zawartości w określonej mieszaninie, wyrażony w procentach.
Wzór na wartość ee przyjmuje postać:
{\displaystyle ee={\frac {|R-S|}{R+S}}\cdot 100\%,}
gdzie {\displaystyle R,} {\displaystyle S} to masa, liczba moli lub stężenie molowe w mieszaninie, odpowiednio izomeru R i S.
W bardziej zwięzły sposób można nadmiar enancjomeryczny wyrazić w procentach, przez pomnożenie przez 100% modułu różnicy ułamków molowych lub masowych enancjomerów:
{\displaystyle ee=|x_{R}-x_{S}|\cdot 100\%,}
gdzie {\displaystyle x_{R}+x_{S}=1} to ułamki molowe lub masowe enancjomerów.
W reakcjach chemicznych, w których mogą powstawać enancjomery, ee może przyjąć wartość od 0% (gdy w wyniku reakcji otrzymuje się racemat) do 100% (gdy powstaje jeden, czysty enancjomer).
Nadmiar enancjomeryczny można oznaczyć następującymi technikami analitycznymi:
- pomiarem skręcalności właściwej światła, które przeszło przez warstwę mieszaniny enancjomerów – pod warunkiem, że wcześniej znana jest skręcalność właściwa obu czystych enancjomerów
- pomiarem dichroizmu kołowego – pod warunkiem, że znane są widma obu czystych izomerów
- pomiarem widm ramanowskiej aktywności optycznej[3] lub wibracyjnego dichroizmu kołowego[4] – pod warunkiem, że znane są widma, bądź znak i intensywność niektórych pasm charakterystycznych obu czystych izomerów
- chromatografią cieczową lub gazową na kolumnach z chiralnym wypełnieniem,
- pomiarem NMR wobec odczynnika dyskryminującego.

Pokrewnym określeniem dotyczącym diastereoizomerów jest nadmiar diastereoizomeryczny (de). Jego stosowanie ma sens jedynie w wypadku, gdy opisy konfiguracji dotyczą wyłącznie jednego centrum stereogenicznego.
Termin „nadmiar enancjomeryczny” został wprowadzony w 1971 roku przez Jamesa Morrisona i Harry’ego Moshera jako bezpośrednie odzwierciedlenie czystości optycznej (op) zmierzonej polarymetrycznie: ee = op = αobs/αmax (gdzie α to skręcalność właściwa). W rzeczywistości równoważność ta w wielu przypadkach nie jest spełniona, gdyż zależność op ∼ ee może wykazywać odchylenia od liniowości, a op może silnie zmieniać się wraz ze stężeniem lub w obecności achiralnych zanieczyszczeń. Współcześnie dostępne są metody umożliwiające precyzyjne określenie składu enancjometrycznego mieszaniny, dla których odniesienie do ee ma już tylko kontekst zwyczajowy (np. chromatografia z chiralną fazą stacjonarną lub NMR). Stosowanie ee w równaniach kinetycznych nie jest wygodne, gdyż mają one bardziej złożone postaci, niż gdy wprowadza się do nich stosunek enancjomeryczny lub diastereoizomeryczny wyrażony jako ułamek molowy jednego stereoizomeru.